# East Northamptonshire
East Northamptonshire este un district nemetropolitan în Regatul Unit, în comitatul Lincolnshire din regiunea East Midlands, Anglia.

## Orașe din cadrul districtului
- Higham Ferrers
- Irthlingborough
- Oundle
- Raunds
- Rushden
- Thrapston